# 马铎 (五代)
马铎，五代十国后汉、后周将领。
后汉末年为申州刺史。在尉氏县监兵。郭威在澶渊为众军请立为主，王峻在京师开封府，以许州节度使刘信是后汉宗室，派遣马铎至许州去图谋他。马铎至许州，刘信自杀。马铎不能约束士兵，有掠夺百姓的行为，郭威知道后，大怒，不加以任用。

## 注
1. ↑  《册府元龟》卷四百四十五·将帅部·无谋逗挠军不整